# Cantone di Acheux-en-Amiénois
Il Cantone di Acheux-en-Amiénois era una divisione amministrativa dell'arrondissement di Amiens.
È stato soppresso a seguito della riforma complessiva dei cantoni del 2014, che è entrata in vigore con le elezioni dipartimentali del 2015.
Comprendeva i comuni di:
- Acheux-en-Amiénois
- Arquèves
- Authie
- Bayencourt
- Bertrancourt
- Bus-lès-Artois
- Coigneux
- Colincamps
- Courcelles-au-Bois
- Englebelmer
- Forceville
- Harponville
- Hédauville
- Hérissart
- Léalvillers
- Louvencourt
- Mailly-Maillet
- Marieux
- Puchevillers
- Raincheval
- Saint-Léger-lès-Authie
- Senlis-le-Sec
- Thièvres
- Toutencourt
- Varennes
- Vauchelles-lès-Authie